# Техничка школа „Михајло Пупин” (Бијељина)
Техничка школа „Михајло Пупин” налази се у Бијељини, у Републици Српској, БиХ. Названа је по чувеном српском научнику и проналазачу XIX и XX вијека, Михајлу Пупину.

## Школа
Техичка школа „Михајло Пупин” у Бијељини је организован, савремено опремљен образовни центар са стручно оспособљеним кадром отворен за партнерске односе са корисницима, која образује кадрове оријентисане ка тржишту рада и даљем школовању. У оквиру међународних пројеката школа развија и примјењује нове наставне планове и програме прилагођене захтјевима привреде и успјешном даљем школовању.

## Настава
Настава се изводи у двије смјене. Постоји III и IV образовни степен, а ученици се образују у три струке:
1. машинство и обрада метала,
2. електротехника и
3. саобраћај.

## Звање
Школа посједује сагласност Министарства просвјете и културе Републике Српске за образовање одраслих у звању мајстора и специјалисте у одређеним занимањима.